# Las Animas County
Las Animas County (kurz: Las Animas) ist ein County im Bundesstaat Colorado der Vereinigten Staaten.  Im Jahr 2000 betrug die Bevölkerung 15.207 Einwohner.  Der Verwaltungssitz (County Seat) ist Trinidad.

## Geographie
Das County ist eines der am dünnsten besiedelten Countys in Colorado. Etwa 60 Prozent der Bevölkerung wohnt in Trinidad (mit etwa 9.000 Einwohnern). Die übrigen Ortschaften haben weniger als 1.000 Einwohner.
Das County ist nach dem Las Animas River benannt, dessen früherer spanischer Name El Rio de los Animas Perdidas en Purgatorio ist: Fluss der verlorenen Seelen des Fegefeuers.
Durch das County führt der Interstate highway 25. In der Geisterstadt Ludlow steht das Ludlow Monument, das an das Ludlow-Massaker im April 1914 erinnert. Damals streikten etwa 1.200 Bergarbeiter der früheren Bergarbeitersiedlung Ludlow. 25 Menschen, darunter auch Frauen und Kinder, wurden bei dem Einsatz der Nationalgarde von Colorado getötet.

## Geschichte
Das County entstand 1866 aus Teilen des Huerfano Countys. Der FIPS-County-Code des Countys ist 071.

## Demografische Daten

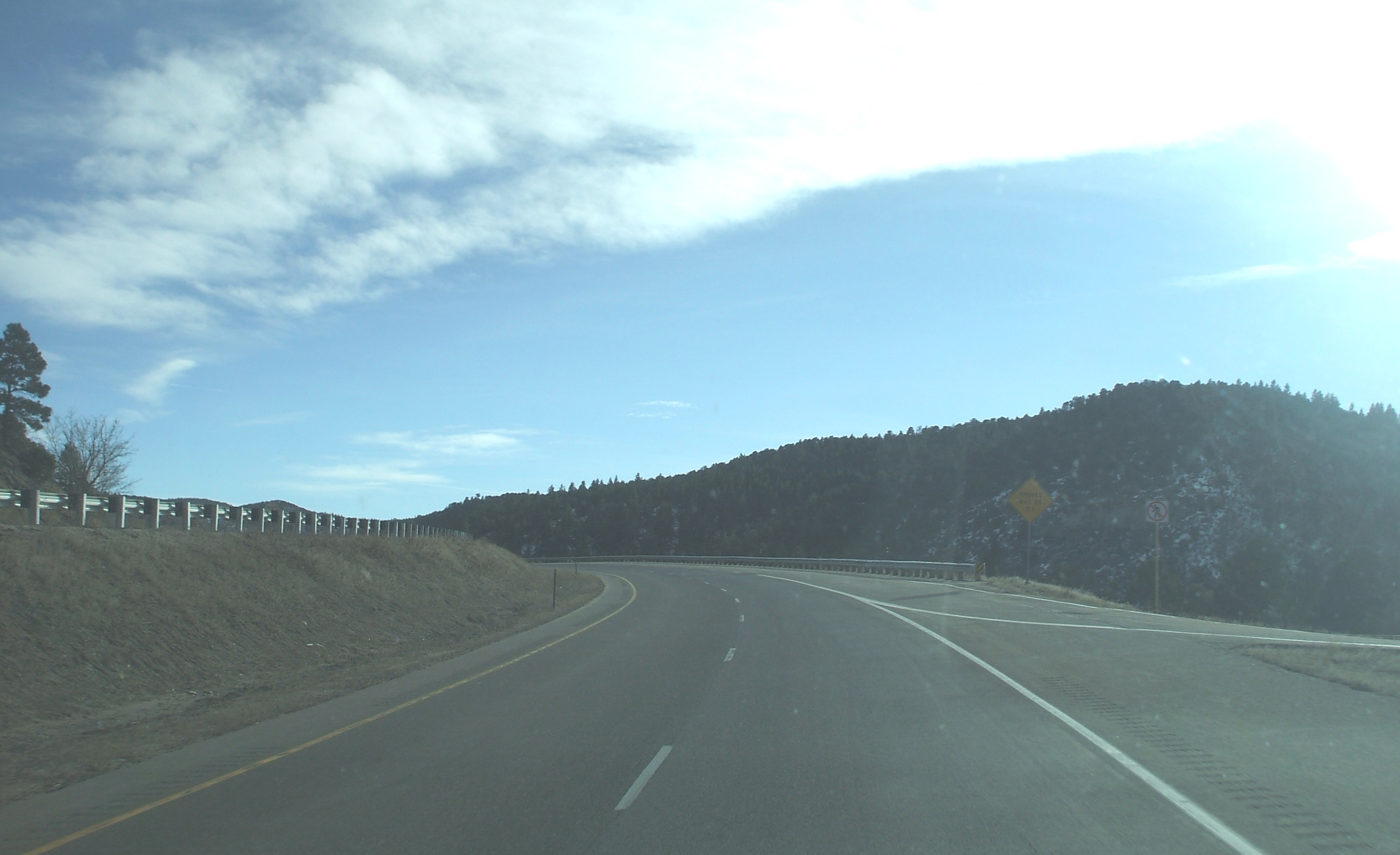
Die Interstate 25 am Raton Pass

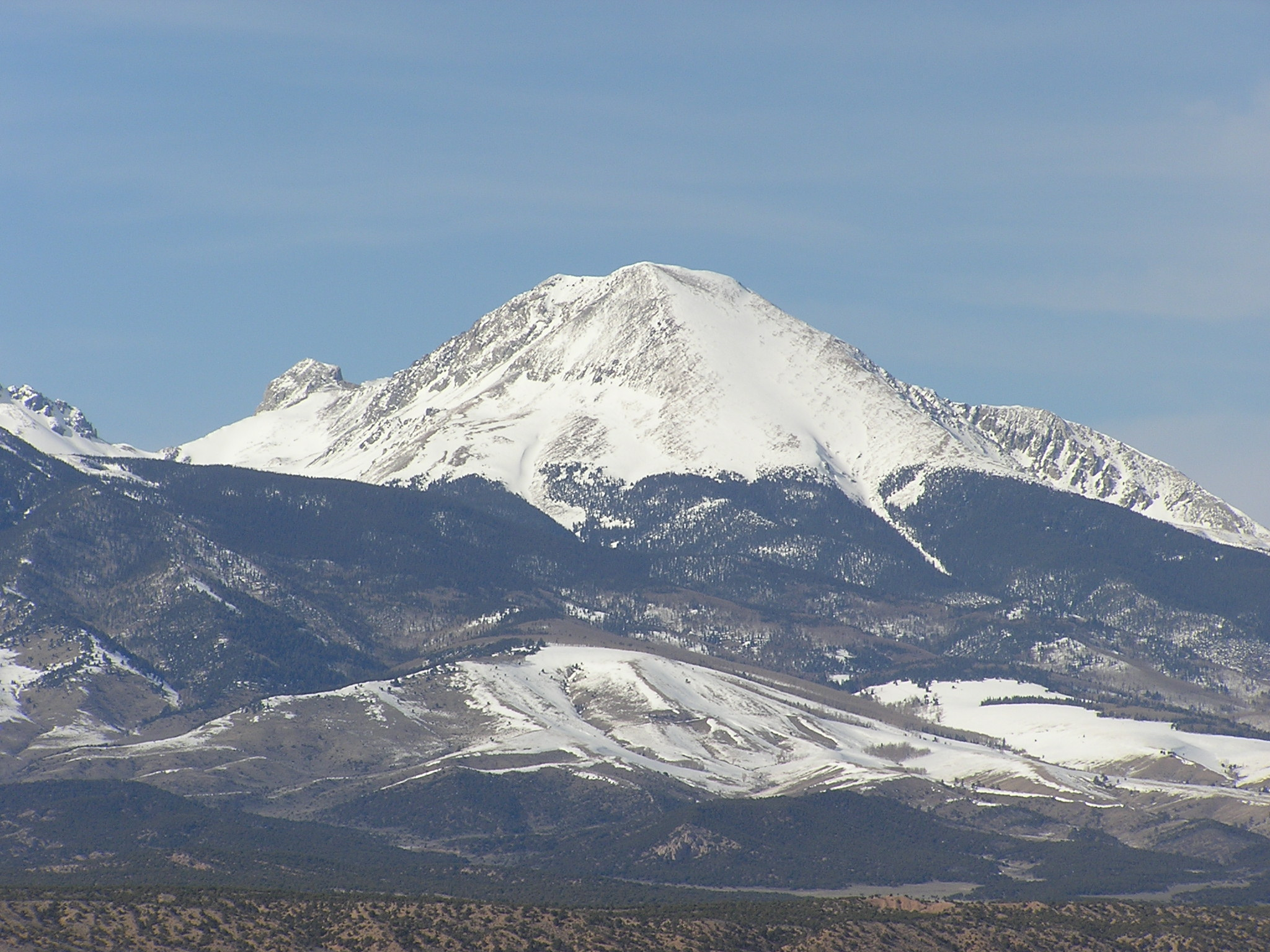
Der Mount Lindsey

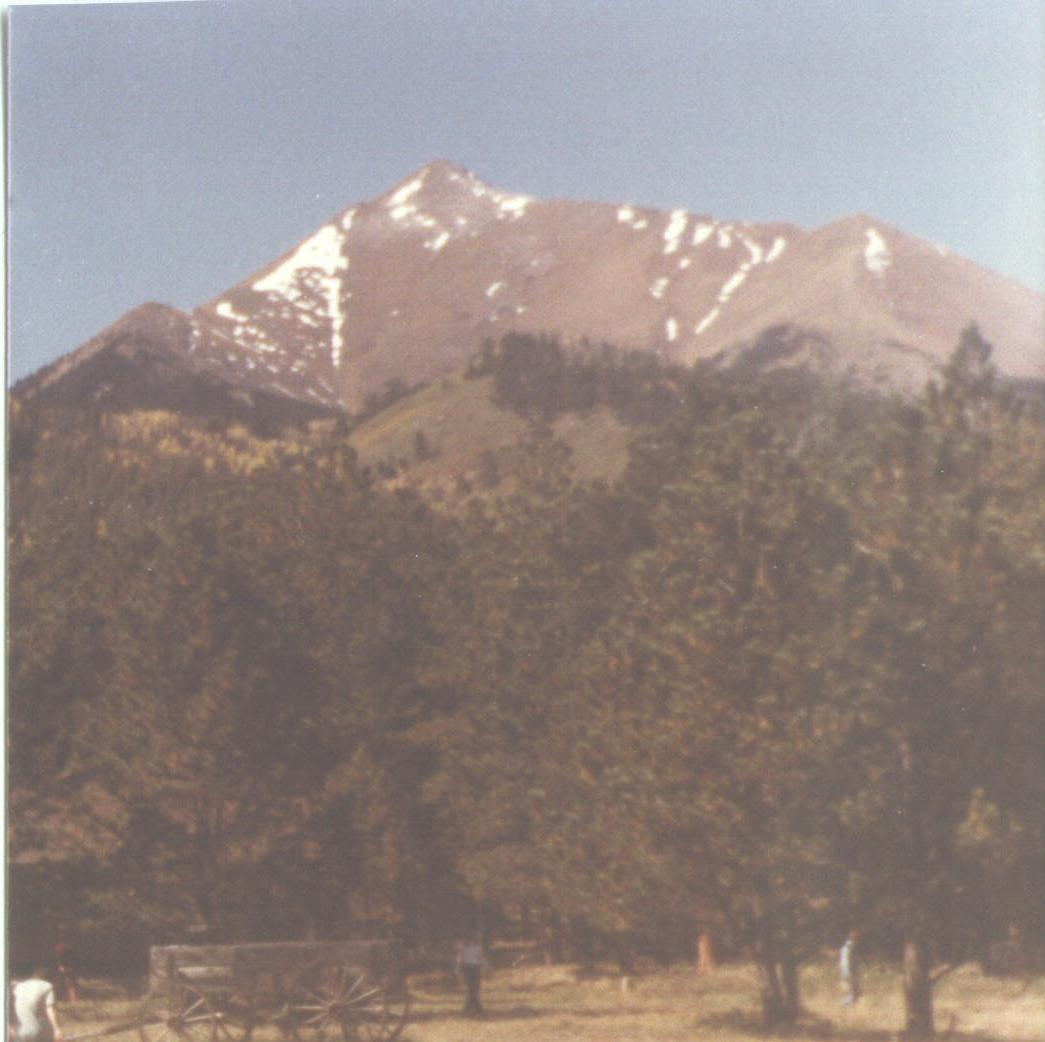
Der Horn Peak

Nach der Volkszählung im Jahr 2000 lebten im County 15.207 Menschen. Es gab 6173 Haushalte und 4092 Familien. Die Bevölkerungsdichte betrug 1 Einwohner pro Quadratkilometer. Ethnisch betrachtet setzte sich die Bevölkerung zusammen aus 82,63 Prozent Weißen, 0,39 Prozent Afroamerikanern, 2,54 Prozent amerikanischen Ureinwohnern, 0,37 Prozent Asiaten, 0,20 Prozent Bewohnern aus dem pazifischen Inselraum und 10,03 Prozent aus anderen ethnischen Gruppen; 3,83 Prozent stammten von zwei oder mehr Ethnien ab. 41,45 Prozent der Gesamtbevölkerung waren spanischer oder lateinamerikanischer Abstammung.
Von den 6173 Haushalten hatten 28,8 Prozent Kinder und Jugendliche unter 18 Jahre, die bei ihnen lebten. 49,9 Prozent waren verheiratete, zusammenlebende Paare, 11,6 Prozent waren allein erziehende Mütter. 33,7 Prozent waren keine Familien. 29,7 Prozent waren Singlehaushalte und in 14,3 Prozent lebten Menschen im Alter von 65 Jahren oder darüber. Die Durchschnittshaushaltsgröße betrug 2,40 und die durchschnittliche Familiengröße lag bei 2,97 Personen.
Auf das gesamte County bezogen setzte sich die Bevölkerung zusammen aus 24,2 Prozent Einwohnern unter 18 Jahren, 7,9 Prozent zwischen 18 und 24 Jahren, 24,0 Prozent zwischen 25 und 44 Jahren, 25,9 Prozent zwischen 45 und 64 Jahren und 18,0 Prozent waren 65 Jahre alt oder darüber. Das Durchschnittsalter betrug 41 Jahre. Auf 100 weibliche Personen kamen 95,8 männliche Personen, auf 100 Frauen im Alter ab 18 Jahren kamen statistisch 93,7 Männer.
Das jährliche Durchschnittseinkommen eines Haushalts betrug 28.273 USD, das Durchschnittseinkommen der Familien betrug 34.072 USD. Männer hatten ein Durchschnittseinkommen von 27.182 USD, Frauen 20.891 USD. Das Prokopfeinkommen betrug 16.829 USD. 17,3 Prozent der Bevölkerung und 14,0 Prozent der Familien lebten unterhalb der Armutsgrenze. Darunter waren 20,0 Prozent der Bevölkerung unter 18 Jahren und 17,2 Prozent der Einwohner ab 65 Jahren.

## Sehenswürdigkeiten

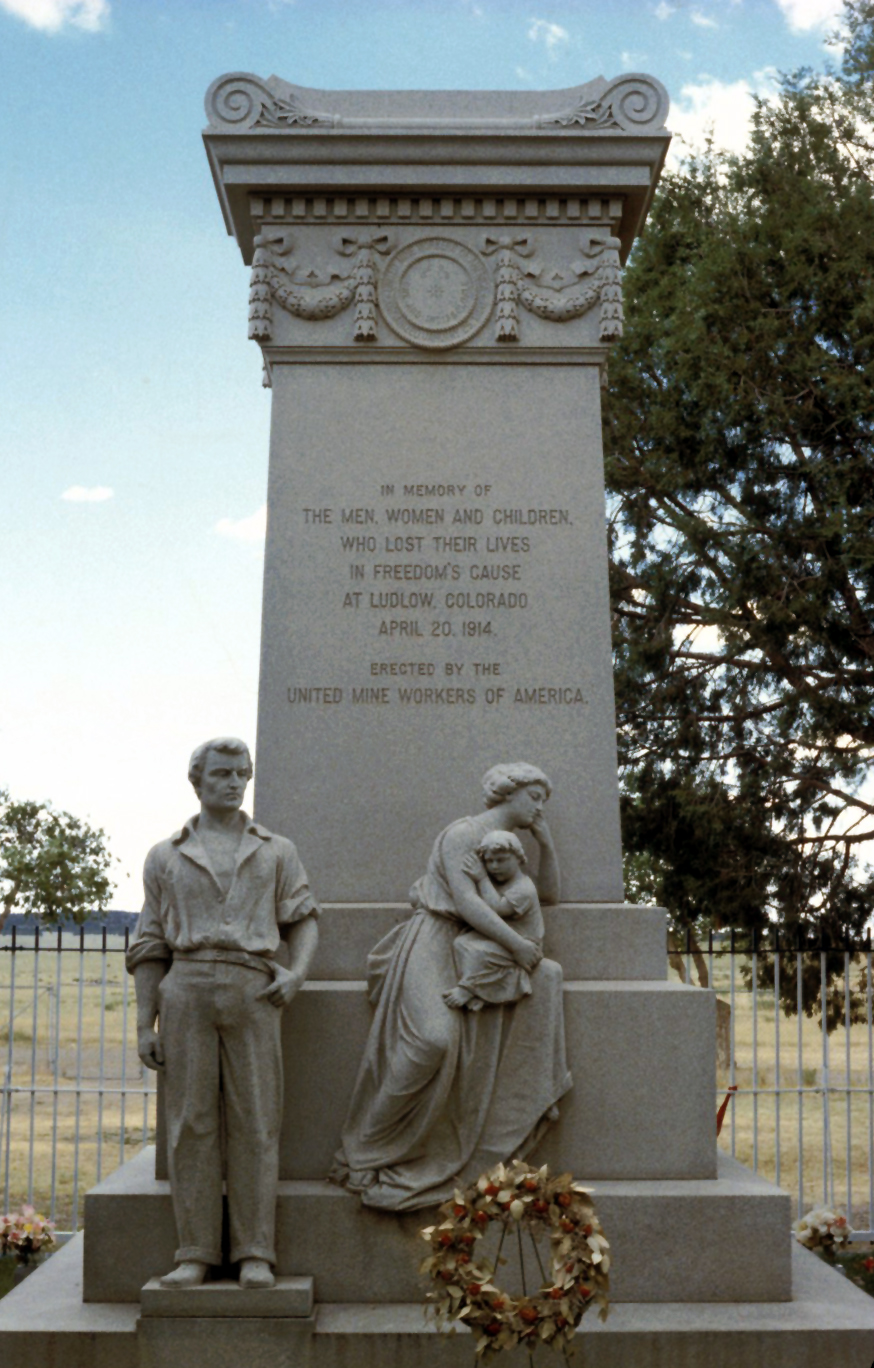
Mahnmal für das Ludlow-Massaker in der Ludlow Tent Colony Site (2010). Der Ort des Geschehens vom April 1914, bei dem es sich um ein blutiges Gefecht zwischen streikenden Arbeitern und der Nationalgarde handelte, ist heute eine Geisterstadt. Die Erinnerungsstätte wurde im Januar 2009 als ein National Historic Landmark anerkannt.

37 Bauwerke, Stätten und historische Bezirke (Historic Districts) im La Plata County sind im National Register of Historic Places („Nationales Verzeichnis historischer Orte“; NRHP) eingetragen (Stand 10. September 2022), wobei die Ludlow Tent Colony Site und der Raton Pass den Status von National Historic Landmarks („Nationale historische Wahrzeichen“) haben.

## Orte im Las Animas County
- Abeyta
- Aguilar
- Andrix
- Barela
- Beshoar
- Boncarbo
- Branson
- Cokedale
- Cordova Plaza
- Delhi
- Earl
- El Moro
- Engleville
- Gulnare
- Hoehne
- Houghton
- Jansen
- Kim
- Ludlow
- Lynn
- Medina Plaza
- Model
- Monument Park
- Ninaview
- Parras Plaza
- Reilly Canyon
- Rugby
- San Juan
- San Miguel
- Sarcillo
- Segundo
- Sequndo
- Simpson
- Starkville
- Stonewall
- Stonewall Gap
- Tercio
- Tijeras
- Tobe
- Torres
- Trinchera
- Trinidad
- Tyrone
- Valdez
- Vallorso
- Velasquez Plaza
- Vigil
- Villegreen
- Weston
- Zamara